# Justin Smith
Pour les articles homonymes, voir Justin Smith (homonymie) et Smith.
 (décembre 2023).
Si vous disposez d'ouvrages ou d'articles de référence ou si vous connaissez des sites web de qualité traitant du thème abordé ici, merci de compléter l'article en donnant les références utiles à sa vérifiabilité et en les liant à la section « Notes et références ».
(en) Statistiques sur pro-football-reference
Justin Smith, né le 30 septembre 1979 à Jefferson City, est un joueur américain de football américain.
Il joue defensive end pour les 49ers de San Francisco en National Football League (NFL) après avoir joué pour les Bengals de Cincinnati.

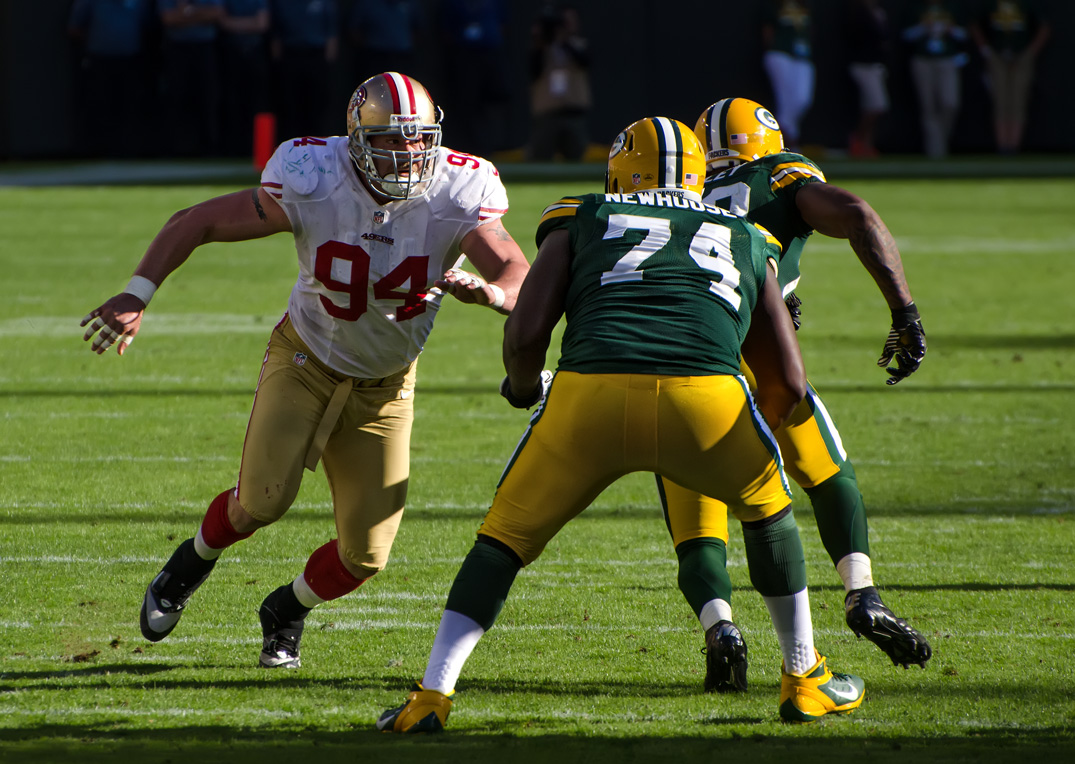
Justin Smith.